# Callistethus aegrus
Callistethus aegrus är en skalbaggsart som beskrevs av Ohaus 1916. Callistethus aegrus ingår i släktet Callistethus och familjen Rutelidae. Inga underarter finns listade.